# Chordogoj
Chordogoj (ros. Хордогой) – wieś w Rosji, w Jakucji, w ułusie suntarskim. W 2010 liczyła 670 mieszkańców.